# Salomé (Nouveau Testament)
Pour les articles homonymes, voir Marie et Salomé.
Cet article traite de Marie-Salomé, disciple de Jésus. Pour Salomé, la fille d'Hérodiade qui selon les évangiles synoptiques danse devant Hérode Antipas pour obtenir la décapitation de Jean le Baptiste, voir Salomé (fille d'Hérodiade).
Salomé (de l'hébreu, שלומית (Shlomith), qui vient de Shalom (« la paix »), aussi appelée Marie Salomé, est une disciple de Jésus qui apparaît brièvement dans les évangiles canoniques et de façon plus détaillée dans les évangiles apocryphes. Elle est identifiée à la femme de Zébédée, la mère de Jacques de Zébédée et de Jean de Zébédée, plus connu sous le nom d'Apôtre Jean. Tous deux sont membres du « groupe des douze », appelé par la suite douze Apôtres. Dans les traditions chrétiennes, elle est aussi la demi-sœur de Marie, la mère de Jésus.
Elle est parfois aussi appelée Salomé la Myrophore (du grec muron, « parfum liquide » et du verbe phoreo, « porter ». Qui porte du parfum liquide), parce qu'elle fut l'une des femmes qui accompagnèrent le Christ au tombeau. À ce titre, elle est considérée comme l'une des 3 Saintes Femmes présente à la sépulture de Jésus-Christ au matin de Pâques.
À l'aube du dimanche après la Pâque juive (Dimanche de Pâques), Marie de Magdala , Marie de Cléophas (ou Clopas), Marie Salomé et d'autres saintes femmes portent des parfums liquides dans des fioles et des pots d’onguent pour aller embaumer et oindre le corps du Christ mis au tombeau, mais elles ne l'y trouvent plus. « Elles regardèrent et elles virent que la pierre fermant le sépulcre avait été roulée de côté ; or elle était très grande. » (Mc 16,4)

## Occurrences néotestamentaires
- Mt 27,56 : « Parmi (les femmes) qui étaient au pied de la croix, il y avait Marie de Magdala, Marie, mère de Jacques et de Joseph, et la mère des fils de Zébédée (Marie Salomé). »
- Mc 15,40 : « Il y avait aussi des femmes qui regardaient à distance, parmi elles Marie de Magdala, et Marie, mère de Jacques le petit et de Joset, et Salomé… »
- Mc 16,1 : « Lorsque le sabbat fut passé, Marie de Magdala, Marie, mère de Jacques, et Salomé, achetèrent des aromates, afin d'aller embaumer Jésus. »

## Hagiographie

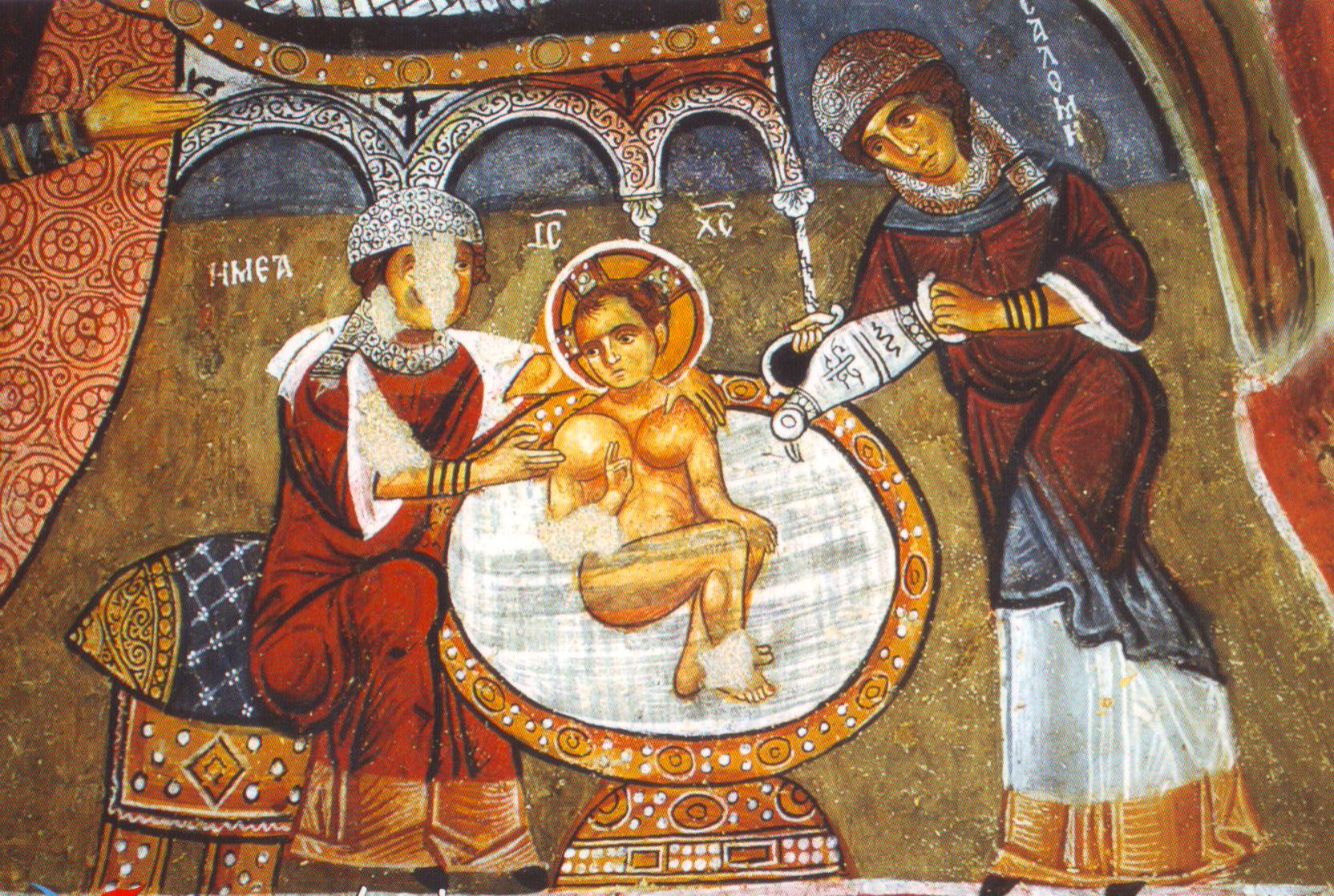
Salomé (à droite) lavant l'Enfant Jésus, fresque de l'église Sombre (Karanlık Kilise), musée en plein air de Göreme, Cappadoce, Turquie.

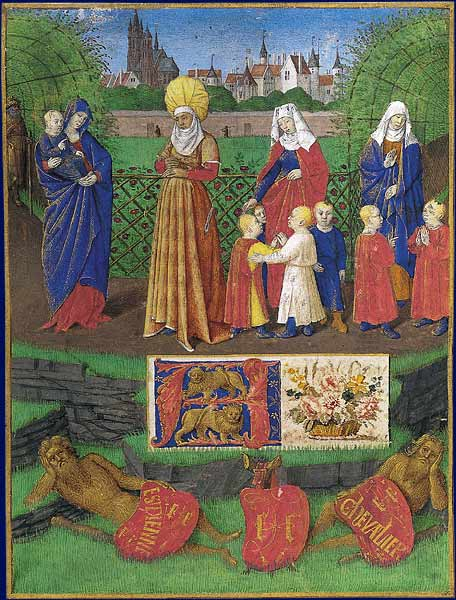
Sainte Anne et les trois Marie, livre d'heures d'Étienne Chevalier, enluminées par Jean Fouquet, Paris, BnF.

Selon la Légende dorée, elle serait née du troisième mariage de sainte Anne avec un homme dénommé aussi Salomé. Elle serait la femme de Zébédée et la mère des apôtres Jacques de Zébédée dit le Majeur, et Jean dit l'Évangéliste.
Il est encore parlé d'elle (sans la nommer) dans Matthieu (20,20), alors qu'elle adresse au Christ une singulière requête : « En ce temps-là, la mère de Jacques et de Jean, fils de Zébédée, s’approcha de Jésus avec ses fils Jacques et Jean, et elle se prosterna pour lui faire une demande. Jésus lui dit : « Que veux-tu ? » Elle répondit : « Ordonne que mes deux fils que voici siègent, l’un à ta droite et l’autre à ta gauche, dans ton Royaume. » 
Elle est fêtée le 22 octobre en Occident et le 3 août pour les églises d'Orient.
Salomé et Marie de Cléophas sont commémorées ensemble le 24 avril, car ce sont les premières qui allèrent de grand matin au tombeau du Seigneur pour embaumer son corps et qui entendirent l'annonce de la Résurrection de Jésus,.
Marie Salomé a été assimilée à l'une des saintes Marie dont la mémoire est vénérée en Camargue et qui sont fêtées avec Marie Jacobé le 25 mai.